# Joe Sestak
Joseph Ambrose Sestak (* 12. prosince 1951 Secane) je politik za Demokratickou stranu ve Spojených státech amerických, v letech 2007–2011 poslanec Sněmovny reprezentantů za Pensylvánii. V roce 2010 jej Demokratická strana v Pensylvánii nominovala do voleb do Senátu Spojených států amerických, ovšem ve volbách jej porazil Pat Toomey z Republikánské strany. V červnu 2019 oznámil, že se pokusí získat nominaci Demokratické strany pro volby prezidenta Spojených států amerických v roce 2020. Sestakovi se nepodařilo splnit kritéria pro zařazení do žádné z televizních debat pod záštitou Demokratické strany a 1. prosince 2019 proto svou kampaň ukončil.
Narodil se do rodiny Josepha Sestaka, amerického námořníka narozeného ve slovenské vesnici Dolné Lovčice. Stejně jako jeho otec vystudoval Námořní akademii Spojených států amerických, kterou absolvoval v roce 1974. Následovala kariéra u Námořnictva Spojených států amerických v letech 1974–2005, během které dosáhl hodnosti viceadmirála.